# Marquesado de la Eliseda
El marquesado de la Eliseda es un título nobiliario español creado el 18 de mayo de 1613 por el rey Felipe III, con carácter hereditario a favor de Ruy Gómez de Silva y Mendoza, Alcalde y Alférez Mayor de Ciudad Rodrigo y caballero de la Orden de Calatrava,  hijo del príncipe de Éboli. 
El título fue rehabilitado en 1921 por Joaquín Ignacio de Arteaga y Echagüe, XVII duque del Infantado, XII marqués de Ariza, etc.

## Marqueses de la Eliseda
- Ruy Gómez de Silva y Mendoza (m. 30 de enero de 1616), I marqués de la Eliseda,[2] caballero de la Orden de Calatrava.[3]

Se casó en primeras nupcias con Ana del Águila y Enríquez.  Contrajo un segundo matrimonio en 1607 con su prima Jerónima Fernández de Hijar de la Cerda y Mendoza, IV condesa de Galve y VII condesa de Belchite, con descendencia. Se casó en terceras nupcias en 1612 con Antonia Manrique de la Cerda.  Le sucedió, de su tercer matrimonio, su hijo:
- Bernardo de Silva Mendoza y Manrique de Lara (m. 30 de octubre de 1673), II marqués de la Eliseda,[4] VIII marqués de Aguilar de Campoo,[5] XII conde de Castañeda, VIII canciller mayor de Castilla, caballero de la Orden de Santiago y gentilhombre de la cámara del rey Felipe IV.[4]

Se casó el 22 de enero de 1631 con Ana María Pimentel y Vélez de Guevara (también llamada Ana María de Guevara) (m. 21 de abril de 1669). Le sucedió su hijo:
- Bernardo de Silva Fernández Manrique y Pimentel (m. 30 de octubre de 1675), III marqués de la Eliseda,[4] IX marqués de Aguilar de Campoo,[5] XIII conde de Castañeda, canciller mayor de Castilla, gentilhombre de cámara del rey Felipe IV.

Contrajo matrimonio el 30 de abril de 1669 con su prima María Teresa de Benavides y Silva.  Le sucedió su hermana:
- Francisca Silva Mendoza Manrique de Lara y Benavídes (m. 30 de noviembre de 1696), IV marquesa de la Eliseda, X marquesa de Aguilar de Campoo[5] y XIV condesa de Castañeda.[6]

Se casó en 1645, siendo la segunda esposa, con Pedro Diego de la Cueva Ramírez de Zúñiga (m. 12 de octubre de 1669), IV marquesado de Flores Dávila.  Le sucedió su hijo:
- Antonio de Zúñiga y Manrique de la Cueva Silva Mendoza (1656-1 de noviembre de 1709), V marqués de la Eliseda,[6] XI marqués de Aguilar de Campoo,[5] XI conde de Castañeda, V marqués de Flores Dávila, canciller mayor de Castilla y caballero de la Orden de Santiago.[6]

Contrajo matrimonio en 1688 con Catalina Téllez-Girón y Sandoval.
- María Josefa de Benavídes Silva y Manrique de Lara (1662-Pamplona, 12 de marzo de 1692), VI marquésa de la Eliseda.[4] Era hija de Diego Romualdo de Benavides y de la Cueva, VIII conde de Santisteban del Puerto, y de su tercera esposa Ana de Silva Mendoza y Manrique de Lara.

Se casó con Juan Manuel Pacheco, VIII duque de Escalona. Le sucedió su hijo:
- Mercurio Antonio López Pacheco (m. 7 de junio de 1738), VII marqués de la Eliseda, XII marqués de Aguilar de Campoo[5][4] y IX duque de Escalona.[7], Fue capitán general, embajador y mayordomo mayor del rey, virrey de Aragón, director de la Real Academia Española y caballero de la Orden del Toisón de Oro.[7]

Se casó en primeras nupcias el 18 de diciembre de 1695 con su sobrina Petronila de Silva y Toledo (m. 1698), y en segundas el 22 de marzo de 1699 con Catalina Teresa Osorio de Moscoso y Benavides (m. 19 de enero de 1726). Le sucedió su hijo del primer matrimonio:
- Andrés Luis López Pacheco de Acuña (Madrid, 13 de agosto de 1710-ibid. 27 de junio de 1747), VIII marqués de la Eliseda,[8] XIII marqués de Aguilar de Campoo,[5] X duque de Escalona,[5] X marqués de Villena, X conde de Xiquena, XIV conde de San Esteban de Gormáz, XVII conde de Castañeda, XII señor de Belmonte, canballero de la Orden del Toisón de Oro, III director de la Real Academia Española.[8]

Se casó en primeras nupcias el 21 de octubre de 1727 con Ana María Magdalena Nicolasa Álvarez de Toledo Portugal y Fernández de Córdoba, XI condesa de Oropesa, y en segundas e 16 de julio de 1731 con Isabel María Pacheco y Téllez Girón. Le sucedió su hija del primer matrimonio.
- María Ana López Pacheco y Álvarez de Toledo Portugal (Madrid, 22 de agosto de 1729-ibid. 28 de noviembre de 1768), IX marquesa de la Eliseda, XII condesa de Oropesa, XVIII condesa de Castañeda, IX marquesa de Jarandilla, VII marquesa de Frechilla y Villarramiel, XI condesa de Alcaudete, XI condesa de Deleytosa, VII marquesa de Villar de Grajanejos, XV condesa de San Esteban de Gormaz, etc.[6]

Se casó en primeras nupcias el 10 de noviembre de 1748 con su tío carnal, Juan Pablo López Pacheco, XI duque de Escalona. De este matrimonio nació una hija, Petronila, que falleció a los tres años de edad.. Contrajo un segundo matrimonio el 26 de noviembre de 1755 con Felipe Neri de Toledo y Silva, y en terceras nupcias el 17 de julio de 1764 con Manuel José Pacheco Téllez-Girón y Toledo.  Sin descendencia de su segundo y tercer matrimonio. Le sucedió su primo:
- Pedro de Alcántara Pérez de Guzmán y Pacheco (m. 6 de enero de 1779), X marqués de la Eliseda, XIV duque de Medina Sidonia[5] y XV marqués de Aguilar de Campoo.[5] Le sucedió su tío:

- Felipe López Pacheco y de la Cueva (Madrid, 13 de septiembre de 1727-24 de julio de 1798), XI marqués de la Eliseda, XXII duque de Escalona,[9] VII marqués de Bedmar,[10] XIII marqués de Moya, IV marqués de Assentar, XII marqués de Villena, XVI marqués de Aguilar de Campoo,[5] conde de Xiquena, XIV conde de San Esteban de Gormaz, XIX conde de Castañeda, XV marqués de Villanueva del Fresno, marqués de Bracamonte.

Se casó el 21 de febrero de 1750 con María Luisa Centurión y Velasco, (m. 22 de enero de 1799), VIII marquesa de Laula, VIII marquesa de Estepa, VIII marquesa de Monte de Vay, VIII marquesa de Vivola, XV condesa de Fuensalida, XI condesa de Puñonrostro, X condesa de Elda, X condesa de Anna, VIII marquesa de Bedmar (por sucesión a su marido), marquesa de Casasola, marquesa de Noguera. Sin descendientes.
Rehabilitado en 1921 por:
- Joaquín de Arteaga y Echagüe (San Sebastián, 5 de septiembre de 1870-14 de enero de 1947),[11] XII marqués de la Eliseda,[12] XVII duque del Infantado, XII marqués de Armunia, XII marqués de Ariza, XIV marqués de Estepa, XVIII marqués de Santillana,[12] X marqués de Laula (por rehabilitación a su favor en 1913), X marqués de Monte de Vay (por rehabilitación en 1913), XII marqués de Vivola, XV marqués de Cea, VII marqués de Valmediano, V conde de Corres, XI conde de la Monclova, X conde de Santa Eufemia, XVIII conde del Real de Manzanares, XX conde de Saldaña,[12] XV conde del Cid (por rehabilitación a su favor en 1921).  Era hijo de Andrés Avelino de Arteaga y Silva y de su esposa María de Belén Echagüe y Méndez de Vigo.Sus abuelos paternos fueron Andrés Avelino de Arteaga y Carvajal, conde de Corres y de Santa Eufemia, y Fernanda Manuela de Silva y Téllez-Girón, y los maternos fueron Rafael Echagüe Birmingham y María de las Mercedes Méndez de Vigo y Osorio, según consta en su partida de bautismo.[13]

Se casó en Madrid el 8 de noviembre de 1894 con Isabel Falguera y Moreno, III condesa de Santiago. En 1931 cedió el marquesado de la Eliseda a su hija:
- María Teresa de Arteaga y Falguera, XIII marquesa de la Eliseda.[14]

Se casó con Francisco de Asís Moreno y de Herrera (Jerez de la Frontera, 23 de enero de 1909-1 de enero de 1978), VI conde de los Andes.
- Álvaro Moreno y de Arteaga (m. 14 de febrero de 1997),[16]  XIV marqués de la Eliseda[14][17] y VII conde de los Andes.[16]

Se casó el 25 de noviembre de 1967 con Silvia Landahl y Hagedron. Le sucedió su hijo:
- Iván Francisco Moreno de Cózar y Landahl (n. 214 de agosto de 1968), XV marqués de la Eliseda[14] y VIII conde de los Andes.[14][16]

Se casó el 5 de julio de 2003 con María Luisa Rovira y Jiménez de la Serna.